# Reuteroscopus nicholi
Reuteroscopus nicholi är en insektsart som först beskrevs av Knight 1930.  Reuteroscopus nicholi ingår i släktet Reuteroscopus och familjen ängsskinnbaggar. Inga underarter finns listade i Catalogue of Life.